# Mir Docking Module
Lo Stykovočnyj Otsek (in russo стыковочный отсек?) conosciuto anche come Mir Docking Module o SO è stato il sesto modulo della stazione spaziale russa Mir, lanciato nel novembre del 1995 a bordo dello Space Shuttle Atlantis. Il modulo, costruito da RKK Energia, fu progettato per semplificare gli attracchi tra gli Space Shuttle e la stazione durante il programma Shuttle-Mir, permettendo così di non dover periodicamente ricollocare il modulo Kristall, necessario per gli attracchi. Insieme al modulo furono trasportati due nuovi pannelli solari. Quando non era utilizzato per gli attracchi, SO serviva come magazzino o (sulla struttura esterna) per esporre alcuni esperimenti al vuoto dello spazio.

## Descrizione
Fu costruito basandosi su progetti di un modulo per la stazione Mir-2. Questo modulo sarebbe servito come airlock e come modulo di attracco per gli Shuttle sovietici del Programma Buran. Esso fu effettivamente costruito, ma rinominato Pirs gli è stata data una nuova funzione incorporandolo nel segmento orbitale russo della Stazione spaziale internazionale. Quando il programma Shuttle-Mir cominciò i progettisti russi pensarono di usare il modulo Kristall come porta di attracco per la navetta americana. La necessità del modulo nacque quando ci si rese conto che la manovra per ricollocare Kristall e agganciarlo alla porta anteriore del Modulo Base avrebbe impiegato troppo tempo e sarebbe stata anche pericolosa; si pensò quindi di aggiungere un prolungamento al modulo in questione per evitare la manovra e di usare i progetti del modulo per la ormai cancellata Mir-2 per costruirlo.